# Його спортивна дружина
Його спортивна дружина (англ. His Athletic Wife) — американська короткометражна кінокомедія 1913 року.

## У ролях
- Воллес Бірі — містер Стронг
- Гертруда Форбс — місіс Стронг
- Роберт Болдер — поліцейський